# 1952年战俘营奥运会
战俘营奥运会全称中国人民志愿军碧潼战俘营奥林匹克运动会，是朝鲜战争时期在中国人民志愿军朝鲜碧潼戰俘營举办的模拟奥运会。参赛运动员皆为联合国军战俘。

## 运动会
战俘营奥林匹克运动会于1952年11月15日至27日在朝鲜碧潼举行。有来自11个国家的约500名囚犯参加了比赛。他们是朝鲜所有狱营的代表。并参加了美式足球、棒球、垒球、篮球、排球、田径、足球、体操和拳击等项目。对于囚犯来说，这是与其他战俘营的朋友见面的机会。他们还担任摄影师，播音员甚至记者的角色，每天比赛结束后，他们都会发布新闻通讯《奥林匹克综述》。 
| 整体成绩 | 代表队（代表队由战俘营安排） |
| -------- | ---------------------------- |
| 第一名   | 5号营（朝鲜碧潼）            |
| 第二名   | 1号营（朝鲜昌城）            |
| 第三名   | 4号营（朝鲜碧潼）            |

## 宣传价值
这场奥运会经常出现在朝鲜向联合国军士兵分发的心理战小册子和传单中。1952年的战俘营奥运会使中国人民志愿军得以宣传投降者可享有的良好待遇。